# Singapore ai Giochi olimpici
Singapore ha partecipato per la prima volta ai Giochi olimpici nel 1948.
Nel 1964 ha fatto parte della delegazione della Malaysia.
Gli atleti singaporiani hanno vinto sei medaglie ai Giochi olimpici estivi, la prima delle quali a Roma 1960 nel sollevamento pesi.
Una rappresentanza di Singapore ha partecipato per la prima volta ai Giochi olimpici invernali nell'edizione di Pyeongchang 2018.
Il Consiglio Olimpico Nazionale di Singapore venne creato e riconosciuto dal CIO nel 1948.

## Medaglieri

### Medaglie alle Olimpiadi estive
| Giochi                 | Oro              | Argento          | Bronzo           | Totale           |
| ---------------------- | ---------------- | ---------------- | ---------------- | ---------------- |
| 1948 Londra            | 0                | 0                | 0                | 0                |
| 1952 Helsinki          | 0                | 0                | 0                | 0                |
| 1956 Melbourne         | 0                | 0                | 0                | 0                |
| 1960 Roma              | 0                | 1                | 0                | 1                |
| 1964 Tokyo             | con la Malaysia  | con la Malaysia  | con la Malaysia  | con la Malaysia  |
| 1968 Città del Messico | 0                | 0                | 0                | 0                |
| 1972 Monaco            | 0                | 0                | 0                | 0                |
| 1976 Montreal          | 0                | 0                | 0                | 0                |
| 1980 Mosca             | non partecipante | non partecipante | non partecipante | non partecipante |
| 1984 Los Angeles       | 0                | 0                | 0                | 0                |
| 1988 Seul              | 0                | 0                | 0                | 0                |
| 1992 Barcellona        | 0                | 0                | 0                | 0                |
| 1996 Atlanta           | 0                | 0                | 0                | 0                |
| 2000 Sydney            | 0                | 0                | 0                | 0                |
| 2004 Atene             | 0                | 0                | 0                | 0                |
| 2008 Pechino           | 0                | 1                | 0                | 1                |
| 2012 Londra            | 0                | 0                | 2                | 2                |
| 2016 Rio de Janeiro    | 1                | 0                | 0                | 1                |
| 2020 Tokyo             | 0                | 0                | 0                | 0                |
| 2024 Parigi            | 0                | 0                | 1                | 1                |
| Totale                 | 1                | 2                | 3                | 6                |

### Medaglie alle Olimpiadi invernali
| Giochi           | Oro              | Argento          | Bronzo           | Totale           |
| ---------------- | ---------------- | ---------------- | ---------------- | ---------------- |
| 2018 PyeongChang | 0                | 0                | 0                | 0                |
| 2022 Pechino     | non partecipante | non partecipante | non partecipante | non partecipante |
| Totale           | 0                | 0                | 0                | 0                |